# Pagoda Liuhe
La Pagoda Liuhe (xinès tradicional: 六龢墖, xinès simplificat: 六和塔, pinyin: Liùhé Tǎ, literalment 'Pagoda de les Sis Harmonies') és una pagoda xinesa de diversos pisos d'altura, situada al sud de la ciutat de Hangzhou, província de Zhejiang, a la Xina. Es troba als peus del Pujol Yuelun i enfront del riu Qiantang. Va ser construïda originalment l'any 970 dC durant la Dinastia Song del Nord (960 - 1127), destruïda el 1121 i reconstruïda sencera cap el 1165, durant la Dinastia Song del Sud (1127 - 1279).
És patrimoni de la República Popular Xinesa i, el 24 de juny de 2011, aquest i d'altres elements que conformen l'anomenat «paisatge cultural del Llac de l'Oest a Hangzhou» varen ser declarats Patrimoni de la Humanitat per la UNESCO.

## Història

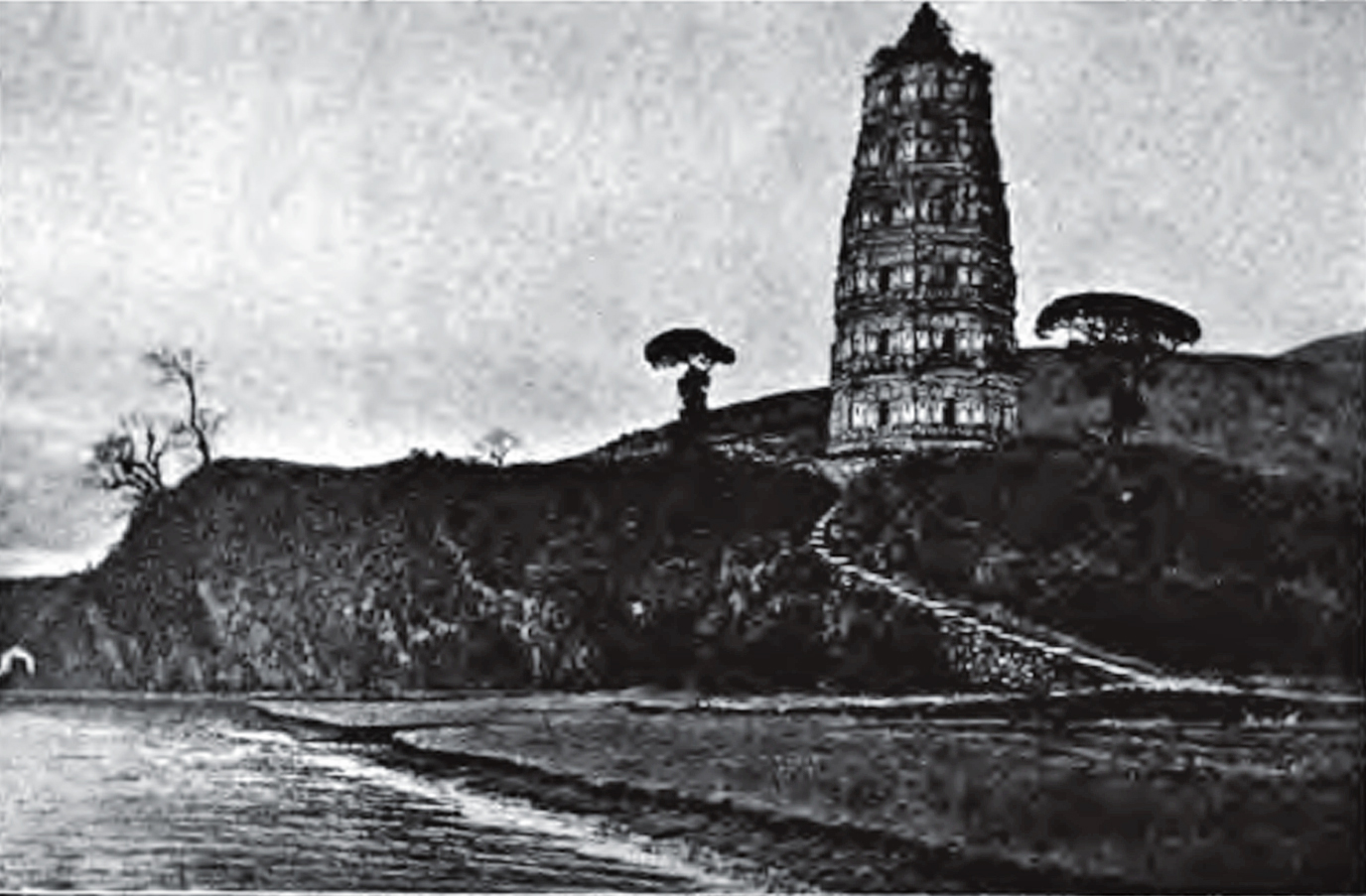
Imatge de la pagoda Liuhe (ca 1891)

La pagoda va ser construïda originalment pel governant de l'estat de Wuyue, del que part es convertiria més tard en la província de Zhejiang. El nom «Liuhe» prové de les sis ordenances budistes i es diu que la raó de la construcció de la pagoda va ser calmar les ones de marea del riu Qiantang i afavorir la navegació fluvial. Malgrat això, la pagoda va ser completament destruïda durant els combats per la rebel·lió de Fang La, el 1121.
Després que la pagoda actual fos construïda de fusta i maó durant la dinastia Song del Sud, es van afegir nous ràfecs durant les dinasties Ming (1368 - 1644) i Qing (1644 - 1911).

## Arquitectura
La pagoda té forma octogonal i gairebé 60 metres d'alçada, i des de l'exterior aparenta tenir 13 pisos malgrat que només en té de set interiors. Hi ha una escala espiral que porta al pis superior i en cadascun dels set sostres es poden observar figures pintades o tallades que representen animals, flors, aus i personatges. Cada pis de la pagoda està formada per quatre elements: els murs exteriors, un corredor en ziga-zaga, els murs interiors i una petita habitació. Vista des de fora, la pagoda sembla tenir una capa brillant en la seva superfície superior i una fosca en la inferior. S'aconsegueix així una alternança harmoniosa de llums i ombres.
Segons l'historiador Joseph Needham, la pagoda hauria servit també com a far per al riu Qiantang. Donada la seva considerable grandària i altura sembla provat que va servir com a far permanent gairebé des del principi, per tal d'ajudar els mariners que buscaven tirar l'ancora per passar la nit, com es descriu en el Hangzhou Fu Zhi.
Hi ha un petit Parc Pagoda als seus peus, on es fan exhibicions de models d'antigues pagodes xineses i il·lustra la gran diversitat en els dissenys així com la història, cultura i símbols associats amb la pagoda.

## Galeria

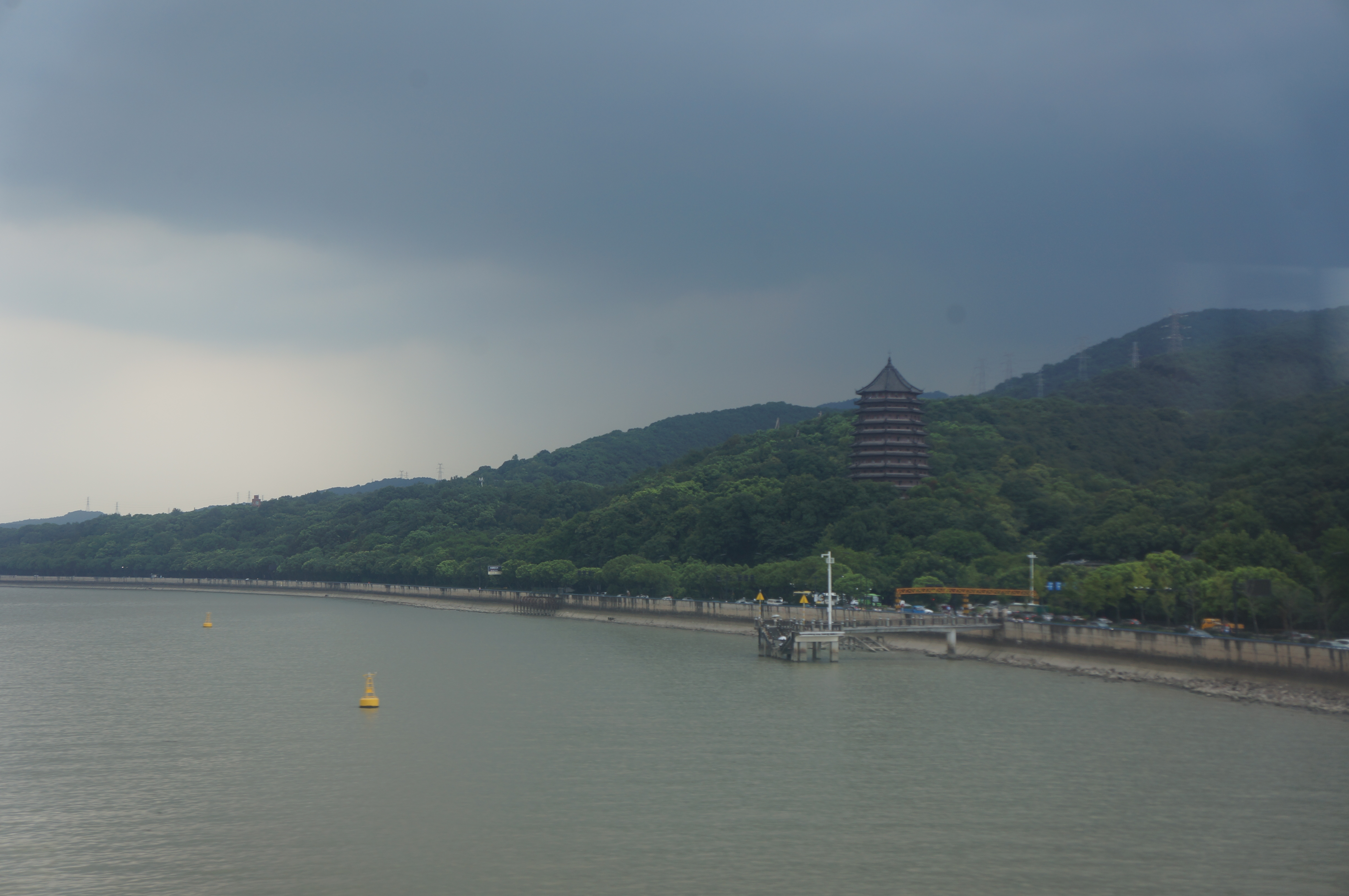
Vista general del llac amb la silueta de la pagoda
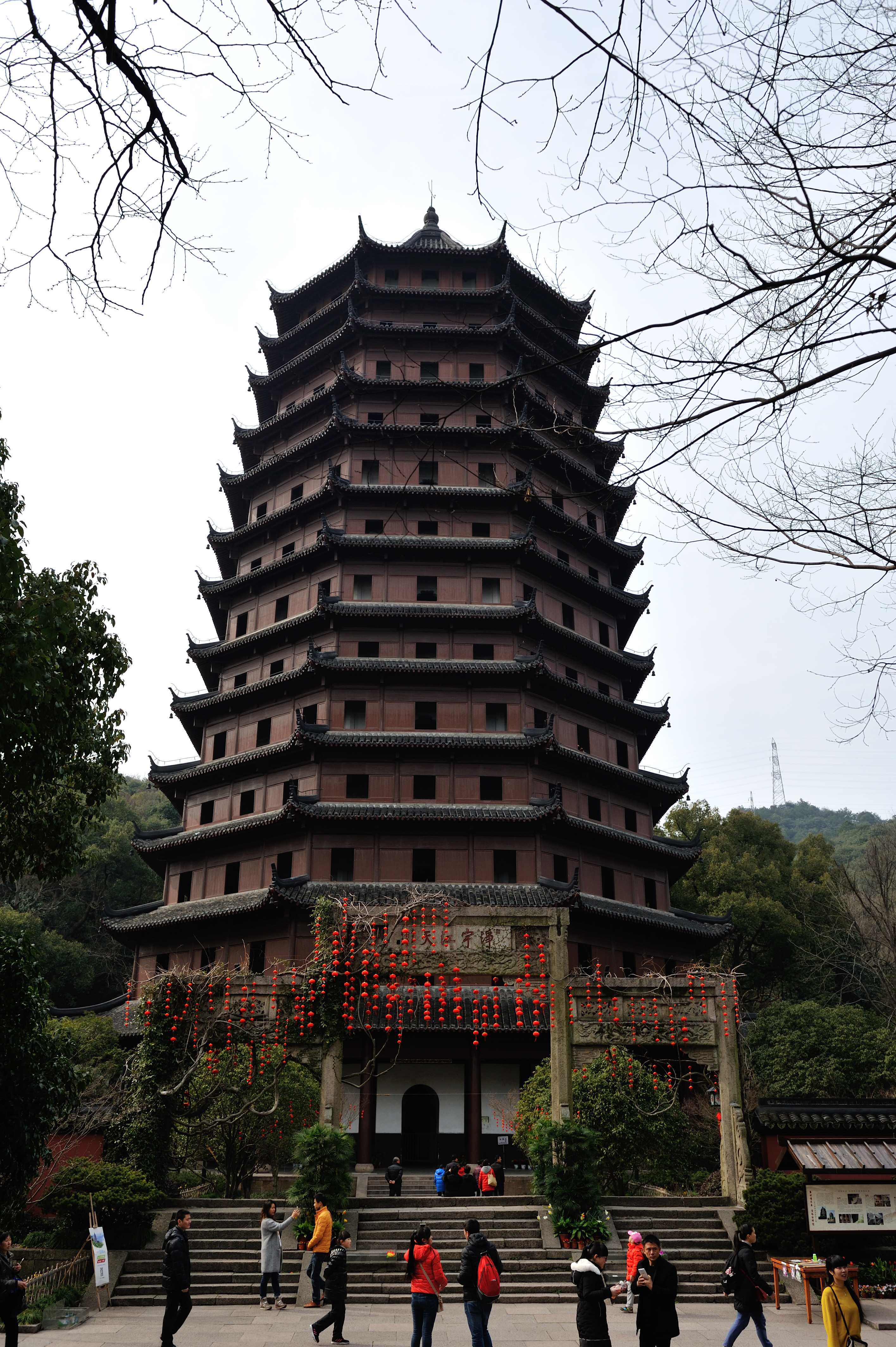
Primer pla de la pagoda Liuhe
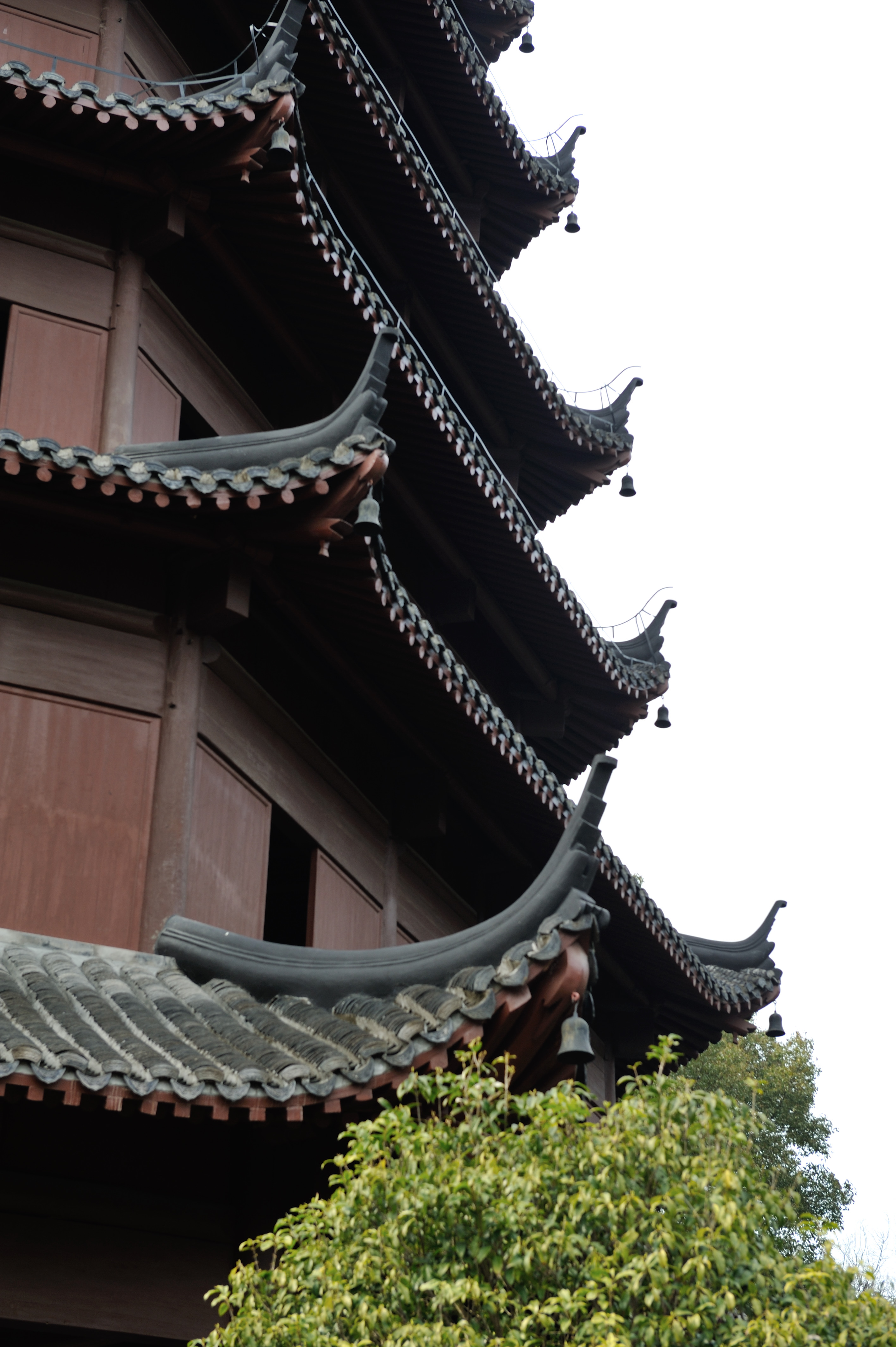
Detall de la part exterior
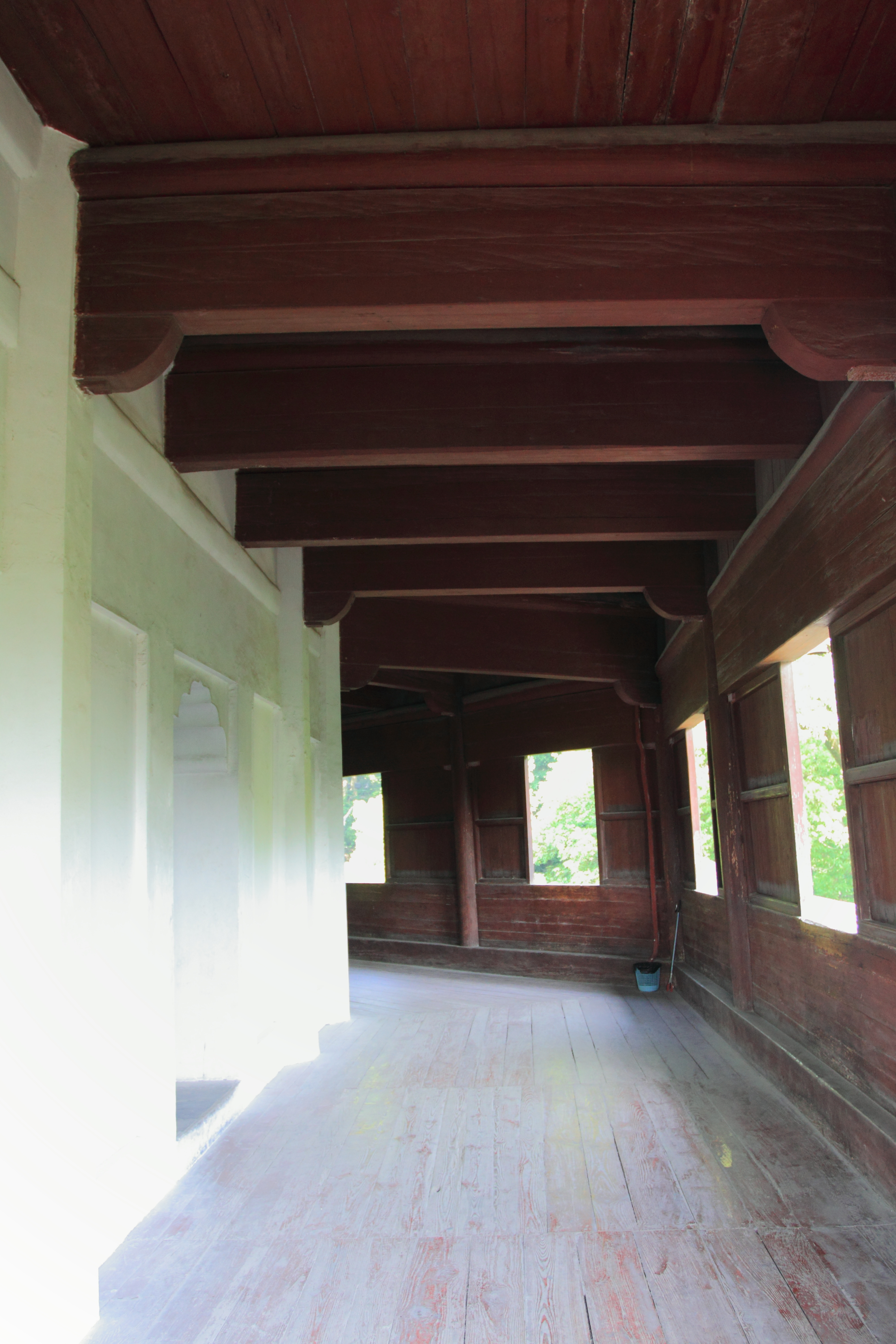
Detall d'un passadís interior
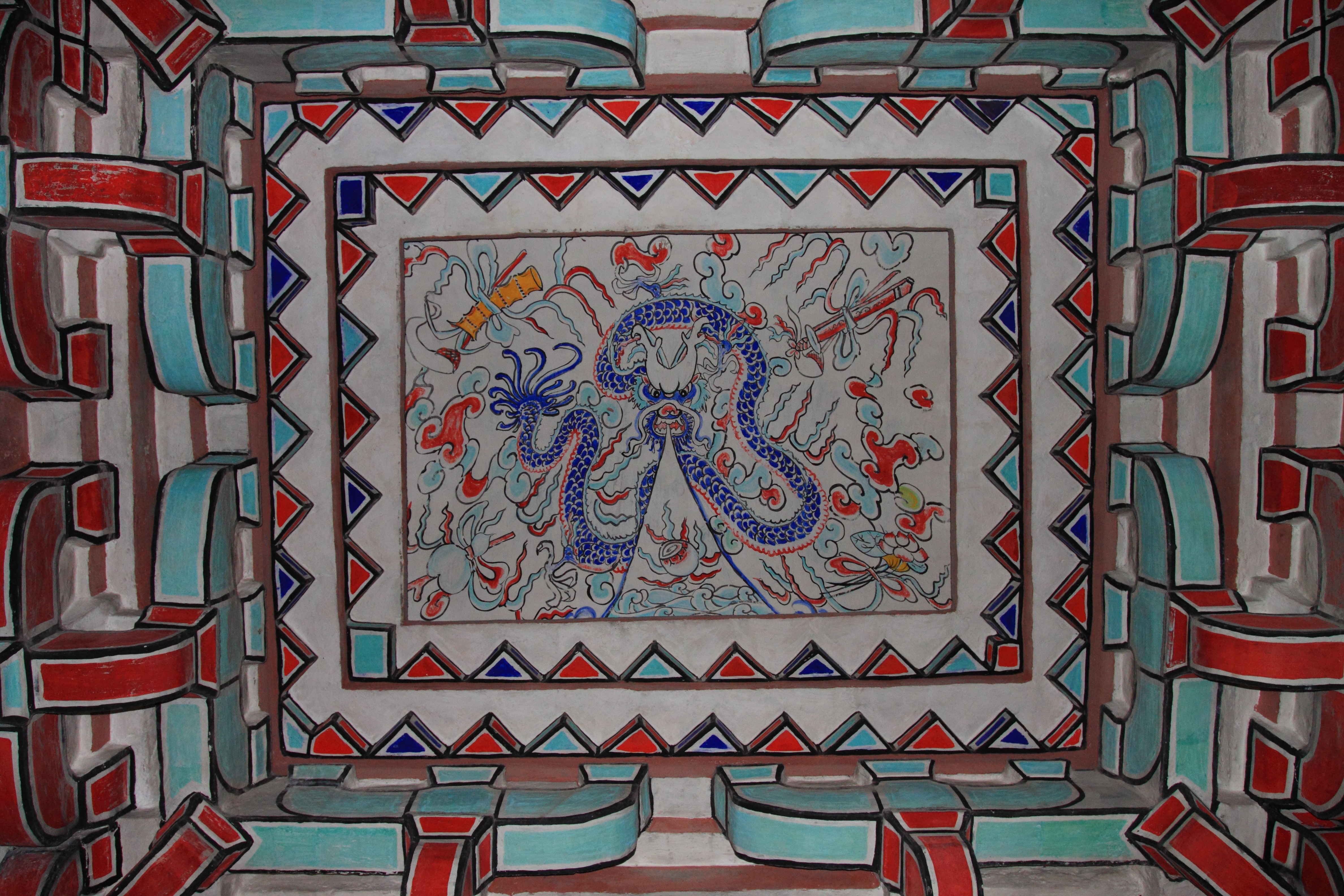
Sostre de l'interior de la pagoda
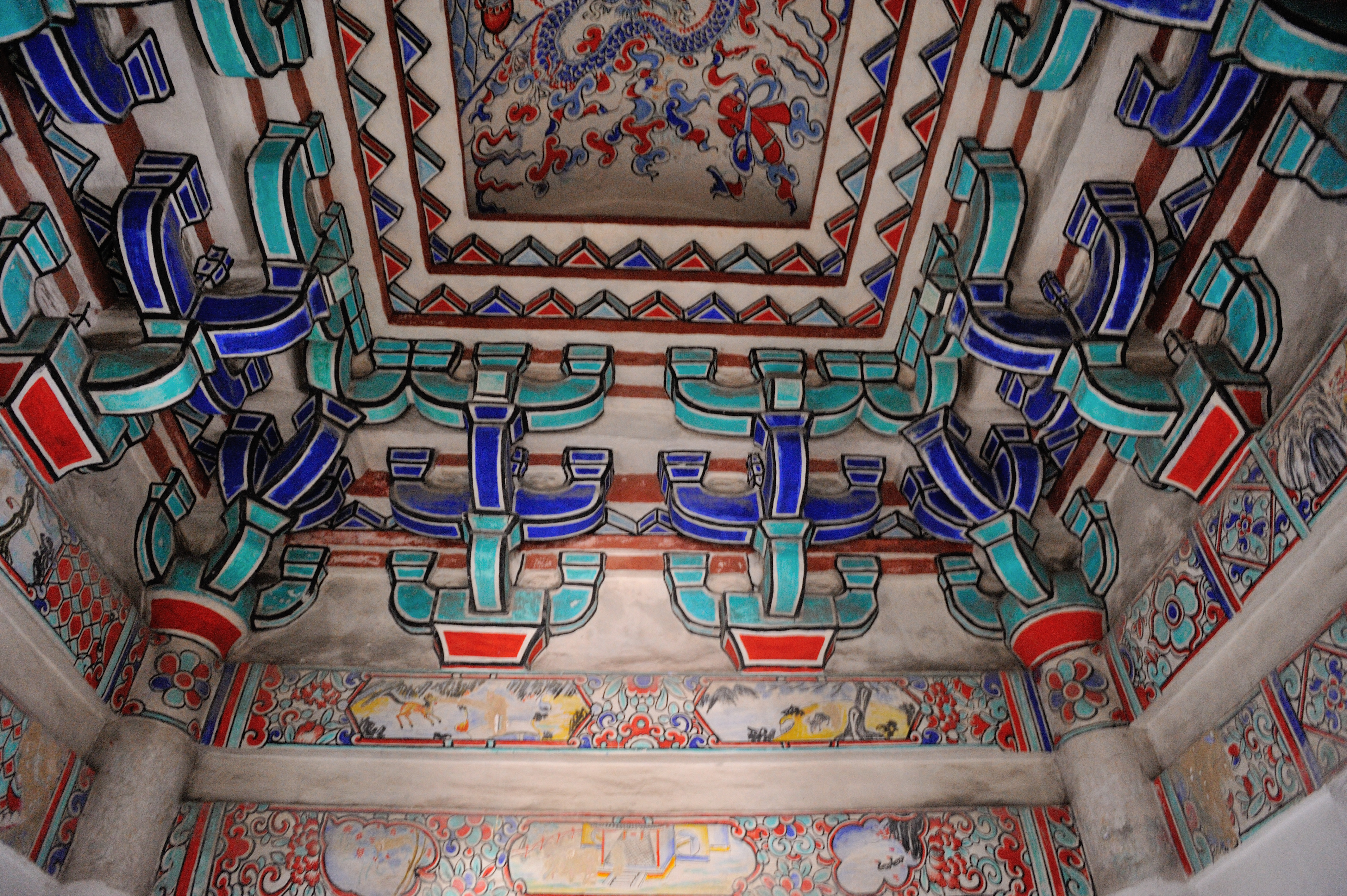
Altre sostre decorat